# Plains Ojibwa
Plains Ojibwa (Bungee, Plains Chippewa), zapadna grana Chippewa Indijanaca koji su s jezerskog područja prodrli skroz na velike prerije Sjeverne Amerike i adoptirali kulturu bizona. Postali su poznati kao Bungee ili Plains Ojibwe, a tu su se još zadržali u Sjevernoj Dakoti na područjima rezervata Turtle Mountain i Rocky Boy u Sjevernoj Dakoti i Montani. 
Bande iz Sjeverne dakote su (Sultzman): Bungee (Bunbi, Bungi, Plains Chippewa, Plains Ojibwe), Little Shell, Midinakwadshiwininiwak, Pembina i Turtle Mountain. U Montani žive s Cree Indijancima kao Chippewa-Cree Indians of the Rocky Boy's Reservation.